# 闇の声
『闇の声』（やみのこえ）は、Cyc内のブランドBlack Cycの第1作として2001年6月8日に発売されたアダルトゲーム、およびシリーズの総称。ジャンルは痴態連鎖アドベンチャー（「闇の声異聞録」のみ言霊洗脳堕落遊戯アドベンチャー）。
本作は、攻略キャラクターの性格・性癖が堕落によって変貌する様を描く。
プレイヤーキャラクターである「小夜子」や「K」等を、攻略キャラクターと接触させ"堕落"させるとイベントが発生する。一定以上"堕落"させた攻略キャラクターは、プレイヤーキャラクター同様に操作が可能になり、他のキャラクターと接触させて、双方の"堕落"の度合いを進行させることができる。
第1作に登場した中性的な顔立ちで女装に堕ちていく美少年「小泉冬姫」がダントツの人気を得て続編には女性化してしまう従兄弟の「小泉春樹」、女装の清水浩実、以後小泉性ではなくなるものの、3を除き女装する美少年が登場するのが恒例になっており、永久堕落付録のドラマCDでは、小泉一族が主役になっており、全て声優の深井晴花が担当している。

## シリーズ
闇の声
2001年6月8日発売。
闇の声II
2002年11月22日発売
舞台は洋館ではなく私立瑛光学園という学園。
闇の声 特別編
2003年3月28日発売
「闇の声」に新規CG、シナリオを加えたリメイク作品。
闇の声III 〜五芒三欲魔方陣〜
2003年12月19日発売
舞台は洋館ではなく私立瑛光学園の周辺。
闇の声異聞録
2005年4月7日発売
外伝作品。原画、シナリオ、音楽担当スタッフが、ほかの作品とは異なるほか、ゲームシステムも変更されている。
闇の声ZERO
2008年3月28日発売
時間系列は「闇の声」の前となる。小夜子とKの出会いが語られる。
小夜子
2011年1月28日発売
スピンオフ作品。

## 登場人物

### シリーズ全般に登場する人物
小夜子（さよこ）
声 - 夕城粧子（「闇の声」「闇の声異聞録」）、一色ヒカル（「闇の声ZERO」、「小夜子」）
絶海の孤島にある古びた洋館の女主人で、妖艶な外見をしている。闇の力を操り人々を堕落させる。謎多き人物。
K（けい）
声 - みる
小夜子に仕えるメイドの少女。Black CycまたはCycブランドの看板娘としてホームページのあちこちに描かれている。実は元男性。

### 第一作登場のみ
水野 亜梨栖（みずの ありす）
声 - Ruru
学校サークルのリーダー的存在。いつも元気にみんなを引っ張っていく。
八代 萌（やしろ もえ）
声 - 咲ゆたか
亜梨栖の昔からの友人。
佐原 喜美江（さはら きみえ）
声 - Yuki-Lin
サークル顧問の先生。サークルの旅行ということで引率を頼まれる。
太刀川 七海（たちかわ ななみ）
声 - 花芽原れんげ
船に密航していた少女。
土屋 剛也
声 - 後野祭
今回の小旅行を発案した本人。そのための船も提供した。その目的の大半は、同行している女性陣を口説くことにあったようだ。直情径行型で、時折強引さが鼻につくこともあるが、根が素直なのでどこか憎めない。第一作登場のみとあるが後のスピンオフ作品の「小夜子」にも年老いた姿（攻略対象）で登場する。
久保 慎二郎
声 - 広野大地
学校の先生、喜美江の同僚。真面目で研究一筋なためあまり他人と外で遊ぶようなことはしないが船舶免許を持っていたことに加え今回はちょっと気になる存在である喜美江に誘われたため、珍しく参加したらしい。

## 関連作品
夏の孤島と闇の声
ゴア・スクリーミング・ショウのソフマップ予約特典。ゴア・スクリーミング・ショウのヒロイン3人が堕落していく。
闇の声 永久堕落BOX
当シリーズのコレクションボックスで、闇の声ZEROと同時発売。収録作品は以下の通り。
- 闇の声
- 闇の声II
- 闇の声 特別編
- 闇の声III 〜五芒三欲魔方陣〜
- 闇の声ZERO
- 夏の孤島と闇の声
- 闇の声堕落のススメ
  - 過去作品の攻略データやドラマCDなどを収録。

- 闇の声特別小冊子『魅惑の闇の書』
  - 闇の声異聞録は収録されていない。

## スタッフ
- 企画・シナリオ：幻咲也（「闇の声異聞録」以外）、和泉万夜（「闇の声II」・「闇の声異聞録」）
- キャラクターデザイン・原画：上田メタヲ（「闇の声異聞録」原画のみことみようじ）
- 音楽：麻貴

## 主題歌
暗闇を讃える者たちへ
作詞・作曲：谷上純三 (CUBE) / 歌：金田めい
「闇の声異聞録」主題歌
摘まれし花の如く
作詞・作曲・編曲：谷上純三 (CUBE) / 歌：海原エレナ
「闇の声ZERO」主題歌

## 反響
第1作はASCIIが集計した「ソフマップ売り上げランキング（6月4日 - 6月10日調査）」にて1位にランクインした。

### 評価
第1作は、BugBug2002年4月号に掲載された企画「言いたいホーダイ2001年 編集部㊙座談会」において、当時編集部に所属していたには「人物同士を延々と組み合わせていくだけなんだけど、100を越えるシチュエーションにはハズレとかもあって、自力での100%攻略はできなかった。」と話しており、今までにないタイプのアダルトゲームにして、コンシューマーではまねできない作品だと述べている。また、には自分にとっての2001年のベストゲームを選ぶコーナーにて、3番目によかった作品として第1作を挙げている。